# Blind Faith (album)
Pour les articles homonymes, voir Blind Faith (homonymie).
Blind Faith est l'unique album du groupe éponyme sorti en août 1969. 

## Histoire
Ce groupe éphémère est constitué de deux ex-membres de Cream, Eric Clapton à la guitare et au chant et Ginger Baker à la batterie, de Steve Winwood du Spencer Davis Group et de Traffic aux claviers, à la guitare et au chant, et finalement Ric Grech de Family, à la basse et au violon. Après un seul album et une courte tournée durant l'été 1969, le groupe se sépare.
L'album est constitué de six chansons dont cinq originales ; trois écrites par Winwood et deux autres, chacune écrite par Clapton ou Baker. Well...All Right est une reprise tirée de la face B du 45 tour de Buddy Holly, Heartbeat (en) publié en 1958.

## Pochette
Recruté par Eric Clapton, l'artiste américain Bob Seidemann, qui a travaillé, entre autres, avec les Grateful Dead, Janis Joplin et Neil Young, crée la pochette de l'album. Recherchant une image qui symboliserait l'alliance de la technologie et de l'innocence humaine, le photographe aperçoit une jeune fille de 14 ans dans le métro de Londres et l'approche pour lui demander de poser pour une photo,. À la rencontre de ses parents, il réalise qu'elle ne fera pas l'affaire pour sa vision mais sa jeune sœur de 11 ans, Mariora Goschen, le serait. La photo montre, devant un décor de ciel bleu avec nuages blancs et un sol couvert d'herbe verte, une jeune fille nue, cadrée jusqu'au nombril, tenant une maquette d'un avion futuriste de couleur argentée, réalisée par Mick Milligan un joaillier du Royal College of Art. Le nom du groupe n'apparait que sur l'emballage de plastique et donc disparait lorsqu'il est retiré. La maison de disques voit cette photo d'un très mauvais œil vu l'âge de la jeune fille et la forme allongée de l'avion qui évoquerait un phallus. La pochette est rejetée, mais Eric Clapton, qui aime tellement la photo au point d'avoir repris son titre, Blind Faith, pour nommer le groupe, use de son influence et menace même de ne pas sortir le disque,. Le label finit par céder, sauf pour la distribution aux États-Unis où un cliché plus conventionnel du groupe en noir et blanc orne la pochette.

## Titres de l’album

### Version d'origine
| No | Titre                                                                       | Durée |
| -- | --------------------------------------------------------------------------- | ----- |
| 1. | Had to Cry Today (Steve Winwood)                                            | 8:48  |
| 2. | Can't Find My Way Home (Steve Winwood)                                      | 3:16  |
| 3. | Well...All Right (Norman Petty, Buddy Holly, Jerry Allison, Joe B. Mauldin) | 4:27  |
| 4. | Presence of the Lord (Eric Clapton)                                         | 4:50  |
| 5. | Sea of Joy (Steve Winwood)                                                  | 5:22  |
| 6. | Do What You Like (Ginger Baker)                                             | 15:18 |

### Réédition de 1986
Même album avec deux chansons supplémentaires d'un album inachevé de Ric Grech (sans les autres membres de Blind Faith).
| No | Titre                            | Durée |
| -- | -------------------------------- | ----- |
| 7. | Exchange and Mart (Ric Grech)    | 4:18  |
| 8. | Spending All My Days (Ric Grech) | 3:03  |

### Réédition Deluxe
Le coffret est paru en 2001 en album double.
Disque 1
| No  | Titre                                           | Durée |
| --- | ----------------------------------------------- | ----- |
| 1.  | Had To Cry Today (Steve Winwood)                | 8:48  |
| 2.  | Can't Find My Way Home (Steve Winwood)          | 3:16  |
| 3.  | Well All Right (Petty, Holly, Allison, Mauldin) | 4:27  |
| 4.  | Presence of the Lord (Eric Clapton)             | 4:50  |
| 5.  | Sea of Joy (Steve Winwood)                      | 5:22  |
| 6.  | Do What You Like (Ginger Baker)                 | 15:18 |
| 7.  | Sleeping In The Ground                          | 2:49  |
| 8.  | Can't Find My Way Home (Version électrique)     | 5:40  |
| 9.  | Acoustic Jam (Inédite)                          | 15:50 |
| 10. | Time Winds (Inédite)                            | 3:15  |
| 11. | Sleeping In The Ground (Slow Blues Version)     | 4:44  |

Disque 2
Sans Ric Grech
| No | Titre                           | Durée |
| -- | ------------------------------- | ----- |
| 1. | Jam No.1: Very Long & Good Jam  | 14:01 |
| 2. | Jam No.2: Slow Jam #1           | 15:06 |
| 3. | Jam No.3: Change Of Address Jam | 12:06 |
| 4. | Jam No.4: Slow Jam #2           | 16:06 |

## Vidéo
- London Hyde Park 1969 (en)

## Personnel
- Steve Winwood - orgue Hammond, piano, guitare, basse sur 5, harmonica, chant sauf sur 4
- Eric Clapton - guitare, chant sur 3, 4 et 6
- Ric Grech - basse, violon sur 5, chant sur 6
- Ginger Baker - batterie, percussions, chant sur 6

### Personnel additionnel
Sur Exchange and Mart et Spending All My Days
- George Harrison et Denny Laine - guitares
- Trevor Burton - basse

Sur Jam No. 1 à 4
- Guy Warner - percussions

## Classements hebdomadaires
| Classement (1969-1970)        | Meilleure place |
| ----------------------------- | --------------- |
| Allemagne (Media Control AG)  | 5               |
| Australie (Kent Music Report) | 2               |
| Canada (RPM Top LPs)          | 1               |
| États-Unis (Billboard 200)    | 1               |
| Norvège (VG-lista)            | 1               |
| Pays-Bas (Mega Album Top 100) | 1               |
| Royaume-Uni (UK Albums Chart) | 1               |

## Certifications
| Pays              | Certification | Unités certifiées |
| ----------------- | ------------- | ----------------- |
| États-Unis (RIAA) | Platine       | 1 000 000         |